# آلولیم
آلولیم (سومری: 𒀉𒇻𒅆، حرف‌نویسی: a₂.lu.lim) حاکم اساطیری بین‌النهرین بود که او را نخستین پادشاه می‌دانستند. او را به واسطه فهرست پادشاهان سومری، تصنیف پادشاهان نخستین و دیگر منابع مشابه می‌شناسند که همیشه او را از اریدو می‌دانند و سلطنتی که هزاران سال طول کشید را به او نسبت می‌دهند. لوح دوره بابلی باستان (ح. ۱۹۰۰ تا ۱۶۰۰ پیشا دوران مشترک) که در اور به دست آمده است انتصاب الهی آلولیم توسط خدایان را توصیف می‌کند و خاطر نشان می‌کند او از میان «مردمانی فراوان و بسیار» برگزیده شد و خدایان او را برای «چوپانی تمامیت مردمانی بسیار» منصوب کردند. اسطوره دیگری در توصیف انتصاب او توسط خدایان و طلسم‌هایی که او را خالق حشرات در نظر می‌گیرند، نیز شناخته شده است. او در منابع دودمان آغازین بین‌النهرین غایب است و آشورشناسان او را خیالی می‌دانند. نام او در برخی از آثار پسین به یونانی، عربی و فارسی حفظ شده است.

## نام
نام آلولیم به خط میخی به صورت A2-lu-lim یا A-lu-lim نوشته شده است و بسته به علامت اول متغیر، می‌توان آن را از زبان سومری به  «شاخ گوزن قرمز» یا «تخمه گوزن قرمز» ترجمه کرد. جرمیا پترسون پیشنهاد می‌کند که ممکن است این باور بین‌النهرینی را منعکس کند که در سپیده‌دم تاریخ، زمانی که اعتقاد بر این بود که آلولیم در آن زندگی می‌کند، انسان‌ها رفتاری شبیه حیوانات داشتند، همانطور که در متن‌هایی مانند گوسفند و غله یا چگونه غله به سومر آمد گواهی شده است. املای گواهی‌شدهٔ دیگر، آلولو، به صورت A-lu-lu نوشته می‌شود، ممکن است نشان‌دهندهٔ یک شکل اکدی باشد. نام آیالو، که  از فهرست پادشاهان و حکیمان اوروک شناخته می‌شود (در کنار آپکالو آداپا قرار گرفته است) و در آن A-a-lu نوشته شده است، به نظر می‌رسد گونه دیگری باشد، که ناشی از بازتفسیر متکی بر کلمهٔ تا حدی هم‌آوا ayyalu، «گوزن» است.
نام آلولیم در هیچ منبع دودمان نخستین گواهی نشده و هرگز به عنوان یک نام معمولی استفاده نشده است. تنها تشابهات غیرمستقیم، وجود افرادی به نام آلولو (با املای متغیر) در متون اولیه از فارا و سایر مکان‌های پیش از سارگونی است.

## پادشاهی

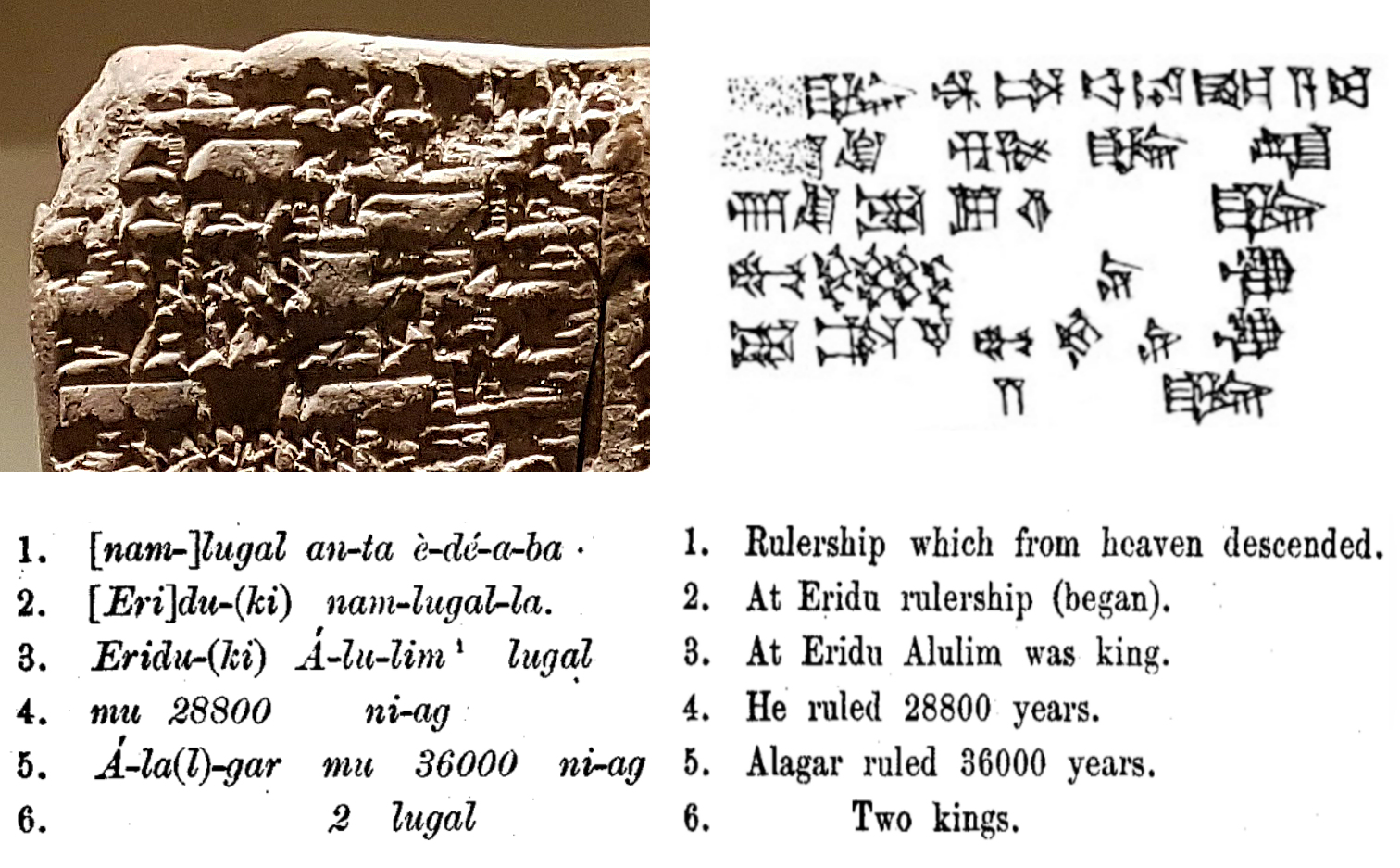
منشور ولد-بلوندل، پاراگراف اول درباره حکمرانی آلولیم و آلالنگر در اریدو به مدت ۶۴٬۸۰۰ سال.

آشورشناسان، آلولیم را شخصیتی خیالی در نظر می‌گیرند. اغلب اشاره‌ها به او محدود به فهرست‌های حاکمان باستانی افسانه‌ای است. سنتاً او را نخستین پادشاه بین‌النهرین می‌دانستند و پادشاهی او را پیش از طوفان بزرگ اساطیری در نظر می‌گرفتند. همه منابع شناخته‌شده که در آنان پادشاهان آغازین را فهرست می‌کنند، بیان می‌کنند که او در اریدو زندگی می‌کرد، مگر آن منابعی که به هیچ شهری اشاره نمی‌کنند. این سنت بازتاب درکِ اریدو در مقام شهری با اهمیت نمادین خاص بود. سلطنت او به شکلی فرا طبیعی طولانی توصیف شده است. مدت آن ضرب‌المثل تلقی می‌شد، همانگونه که منجمی به نام آشارِدو در نامه‌ای به پادشاهی نامشخص در بابل نوشته است و در آن برای پادشاه آرزو می‌کند خدایان بابل «سالهای آلولو» را به او برکت دهند.  بر اساس فهرست پادشاهان سومری، آلولیم به مدت ۲۸٬۸۰۰ سال بر جایگاه بود و پس از آن، آلالگر به مدت ۳۶٬۰۰۰ سال جایگزین او شد. با این وجود، فرض بر این است که محتوای فهرست پادشاهان سومری منعکس‌کنندهٔ واقعیت تاریخی نیست و نمی‌توان از آن برای بازسازی گاهشماری اولیهٔ بین‌النهرین استفاده کرد. هیچ مدرکی وجود ندارد که شخصیت آلولیم از منبعِ قدیمی موجودی به متن راه یافته باشد. سنت متفاوتی درباره طول سلطنت او در تصنیف فرمانروایان نخستین حفظ شده است که بیانگر حکمرانی ۳۶٬۰۰۰ سالهٔ اوست. به گفته ایروینگ فینکل، سایر متن‌های مشابه ارقام متفاوت دیگری مانند ۳۶٬۲۰۰ (لوح BM 40565) یا ۶۷٬۲۰۰ (لوح WB 62) به دست می‌دهند.

## گواهی‌های متفرقه
یکی از لوح‌های پیدایش اریدو که در اور به دست آمده و در سال ۲۰۱۸ منتشر شده است انتصاب آلولیم را توصیف می‌کند.
این متن به عنوان سبب‌شناسی نهاد پادشاهی تعبیر شده است، اولین فرمانروا از میان نوع بشر انتخاب شد تا به عنوان شبان انسان‌های اولیه که هنوز مانند حیوانات بودند، عمل کند و بنابراین منجر به توسعه تمدن بشری شود. خدایان مسئول انتصاب آلولیم در این متن، آن، انلیل و انکی هستند که نامش را نیز به او نسبت داده‌اند. جرمیا پترسون اشاره می‌کند که دستور زبان متن این امکان را ایجاد نمی‌کند که او به عنوان یک انسان معرفی شود و می‌تواند نشان دهد که در این زمینه آلولیم یک نام شخصی نیست، بلکه صرفاً توصیفی از وجودی است که برای عمل به عنوان حاکم انتخاب شده است.
در تصنیف فرمانروایان اولیه، قطعه‌ای که به دلیل تعداد زیادِ اشارات به دیگر آثار ادبیات بین‌النهرین مورد توجه قرار گرفته است، آلولیم در کنار و در میان شخصیت‌های معروف باستانی اتانا، گیلگمش، زیوسودرا، هومبابا، انکیدو، بازی و زیزی  ذکر شده است. این واقعیت که پادشاهانی در کنار هم آمده‌اند، هم مانند آلولیم با شهرهای جنوبی و هم مانند اتانا با شهرهای شمالی مرتبط بودند، می‌تواند بازتاب تبعید کاتبان از جنوب به شمال در دوره بابلی باستان باشد. بنت آلستر این متن را با یک آهنگ نوشیدن مقایسه می‌کند و یادآور می‌شود که به نظر می‌رسد این متن چهره‌های افسانه‌ای مشهور را در زمینه‌ای به ظاهر طنزآمیز برمی‌شمارد تا نیاز به شادی در زمان حال را توضیح دهد.
آلولیم همچنین در طلسم‌های نئو-بابلی در برابر آفات مزرعه گواهی شده است، که او را به عنوان «پادشاهی از پیش از طوفان» می‌شناسند، اگرچه در این زمینه او را به عنوان خالق حشرات نیز خطاب می‌کنند.در این متن‌ها او قادر به بیرون راندن آفات با عصای آیینی و مسئول وجین مزارع متعلق به نرگال توصیف می‌شود. در جاهای دیگر، اخراج حشرات در قلمرو خدایان نینکلیم و انوگی است، و معلوم نیست که آلولیم چگونه به عنوان یک شخصیت مشابه عمل می‌کند. همچنین در همین متون  بیان می‌شود اعتقاد بر این بود که او از شیر، گی و آبجو لذت می‌برد، اما نمی‌توانست «ملکه نیسابا» را که در اینجا کنایه از غلات است، تحمل کند.
اگرچه سنت پیشین، لوح مه-توران/تل-حداد، آداپا را به عنوان فرمانروای پس از طوفان در اریدو توصیف می‌کند، در سنت متأخر، آداپا به عنوان وزیر آلولیم در نظر گرفته می‌شود. اعتقاد بر این بود که او از طرف خدای ائا به پادشاه حکمت داده است. پیوتر اشتاینکلر بر اساس ارتباط بین آنها پیشنهاد می‌دهد که خود آلولیم را می‌توان به عنوان یک شخصیت دانا شبیه آداپا در نظر گرفت، اگرچه او اذعان می کند که هیچ منبعی اطلاعاتی درباره درک شخصیت او در سنت بین‌النهرین ارائه نمی‌دهد. ارتباط بین آلولیم و آداپا در فهرست‌های حاکمان و حکیمان مربوطه که از دوره هلنیستی شناخته شده‌اند، و همچنین در متن آسیب‌دیده قبلی از سلطان‌تپه گواهی شده است که به‌عنوان نامه‌ای از آداپا به آلولیم در نظر گرفته می‌شود و بر اساس قرارداد اصطلاحاً «نامه‌های کاتبان» نوشته شده است. با این حال، یک سنت متمایز در مقابل، آداپا را در زمان پادشاه اسطوره‌ای دیگر، انمرکار قرار می‌دهد.

## تأثیر احتمالی بر دیگر شخصیت‌های اسطوره‌ای
اکهارت فرام به طور آزمایشی پیشنهاد کرده است که ممکن است الگوی مصوت در شکل جایگزین نام آلولیم، آلولو، بر شکل‌گیری نام پازوزو تأثیر گذاشته باشد. ارجاع به آلولو در یک زمینهٔ شکسته در متنی به شدت آسیب‌دیده از دورهٔ آشوری میانه (یا بعد از آن) در آشور به دست آمده که ممکن است او را به پازوزو مرتبط کند، اگر بازیابی نام اخیر درست باشد، اگرچه به دلیل وضعیت نگهداری، مطالب در حال حاضر غیرقابل ترجمه است.
مری آر. باچوارووا خاطرنشان می‌کند که در آهنگ تولد هوری، خدای آغازین آلالو که به عنوان «پادشاه در آسمان» اصلی (پادشاه خدایان) ظاهر می‌شود، نامی شبیه آلولیم دارد. او پیشنهاد می‌کند که این متن ممکن است تحت تأثیر فهرست پادشاهان سومری بوده باشد، و فرمانروایان آغازین خدایان، از سنت‌های مربوط به پادشاهان افسانه‌ای اولیه بین‌النهرین الگوبرداری شده باشند.

## ارتباط پسین
نسخه یونانی نام آلولیم، آلوروس (زبان یونانی: Ἄλωρος) از نقل‌قول‌هایی از بابلیاکای بروص شناخته شده که در آثار نویسندگانی چون یوسبیوس قیصریه و گئورگیوس سینکلوس حفظ شده است. گزارش بروص از پادشاهان نخستین وابسته به سنت شناخته شده از فهرست پادشاهان سومری بود. او روایت می‌کند که آلوروس ۳۶٬۰۰۰ سال سلطنت کرد و آلپاروس (زبان یونانی: αλαπαρος) جایگزین او شد که گمان می‌رود اقتباسی از آلالگر باشد. نوشته‌های او بعدا به گونهٔ اومریسم توسط آنیانوس اسکندریه نقل شد که روایت او را با سنت‌های مربوط به خنوق و سفر پیدایش، باب ۶ ترکیب کرد. آثار او به نوبه خود بر نوشته‌های ابومعشر بلخی منجم و بر قانون ابوریحان بیرونی اثر گذاشت، این دو اثر در طبقات ناصری منهاج سراج (نوشته شده در ۱۲۵۹ تا ۱۲۶۰) ذکر شده‌اند و در آن انشقاقی از آلوروس، Aylūrūs (عربی: الوروس) به عنوان اولین پادشاه مردمانی که در مقابل نفیلیمها ایستادند، ذکر شده است. جوزجانی در روایت خود او را با کیومرث یکی می‌داند.